# 金克斯島
65°22′S 65°38′W / 65.367°S 65.633°W

金克斯島（Jinks Island），是南極洲的島嶼，處於皮克維克島以北9公里，屬於比斯科群島中皮特群島的一部分，在1957年被繪入阿根廷地圖，現時由南極條約體系管理。